# Sornico

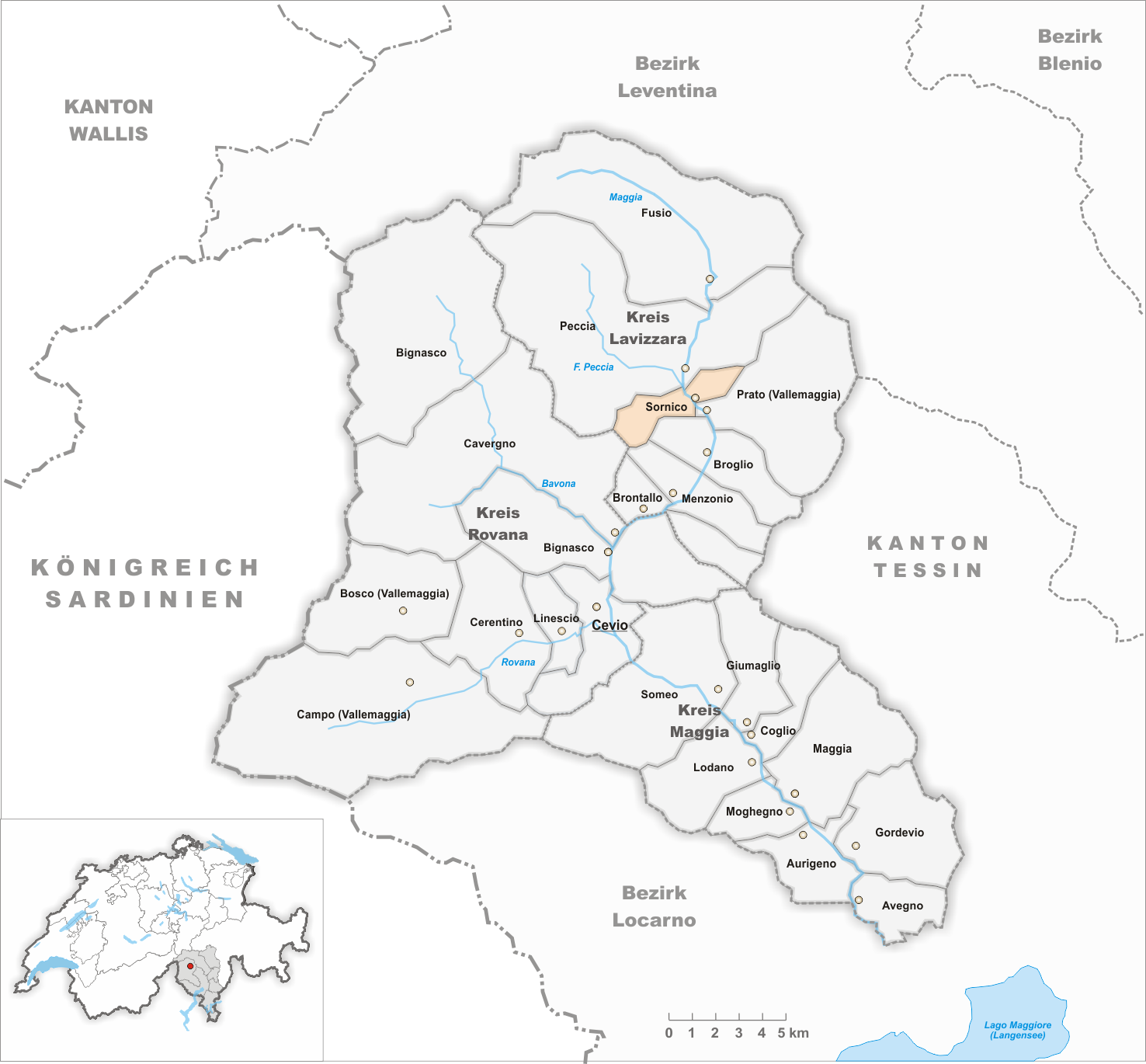
Gemeindestand vor der Fusion am 1. Januar 1864

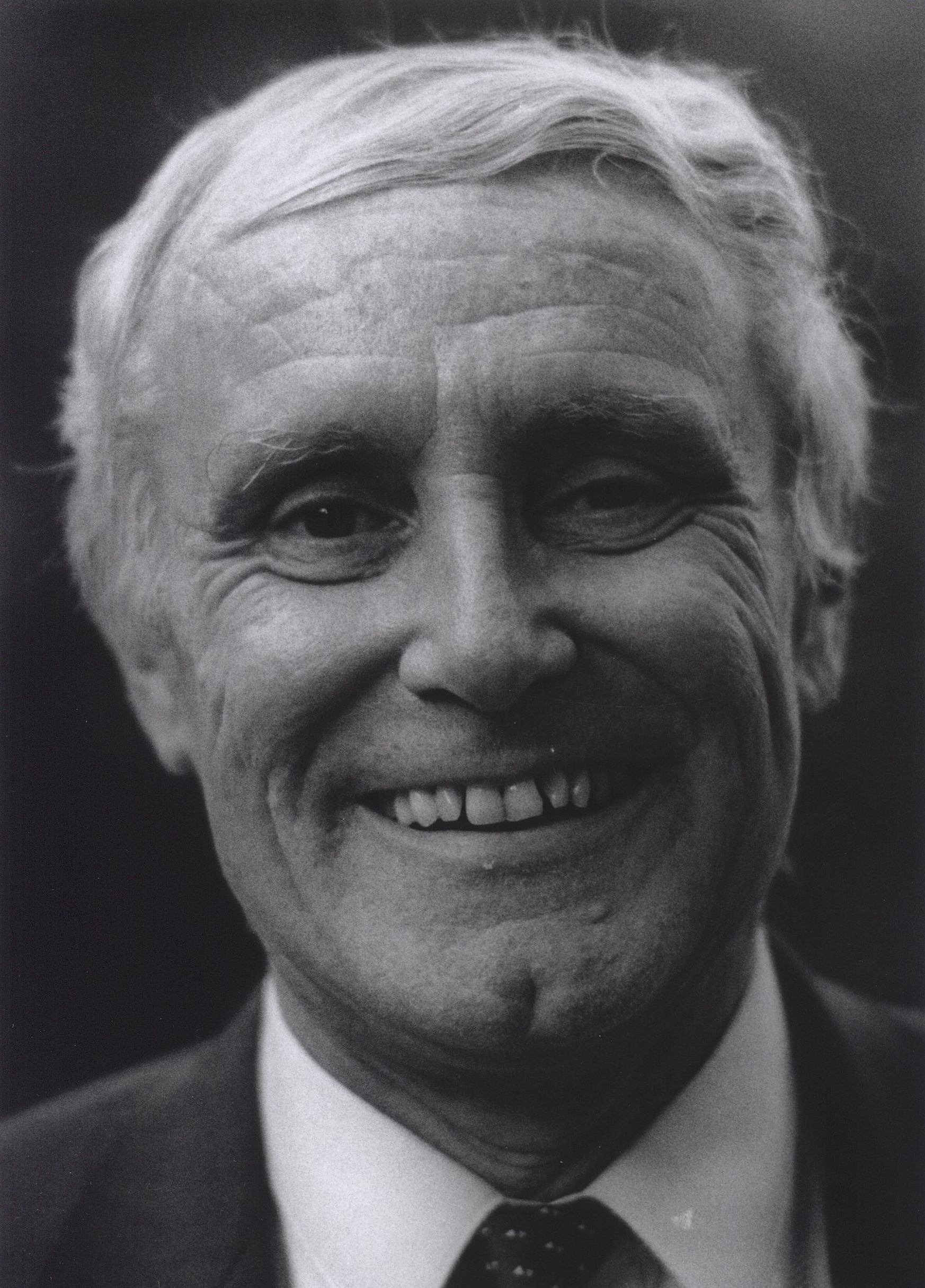
Flavio Cotti (1997)

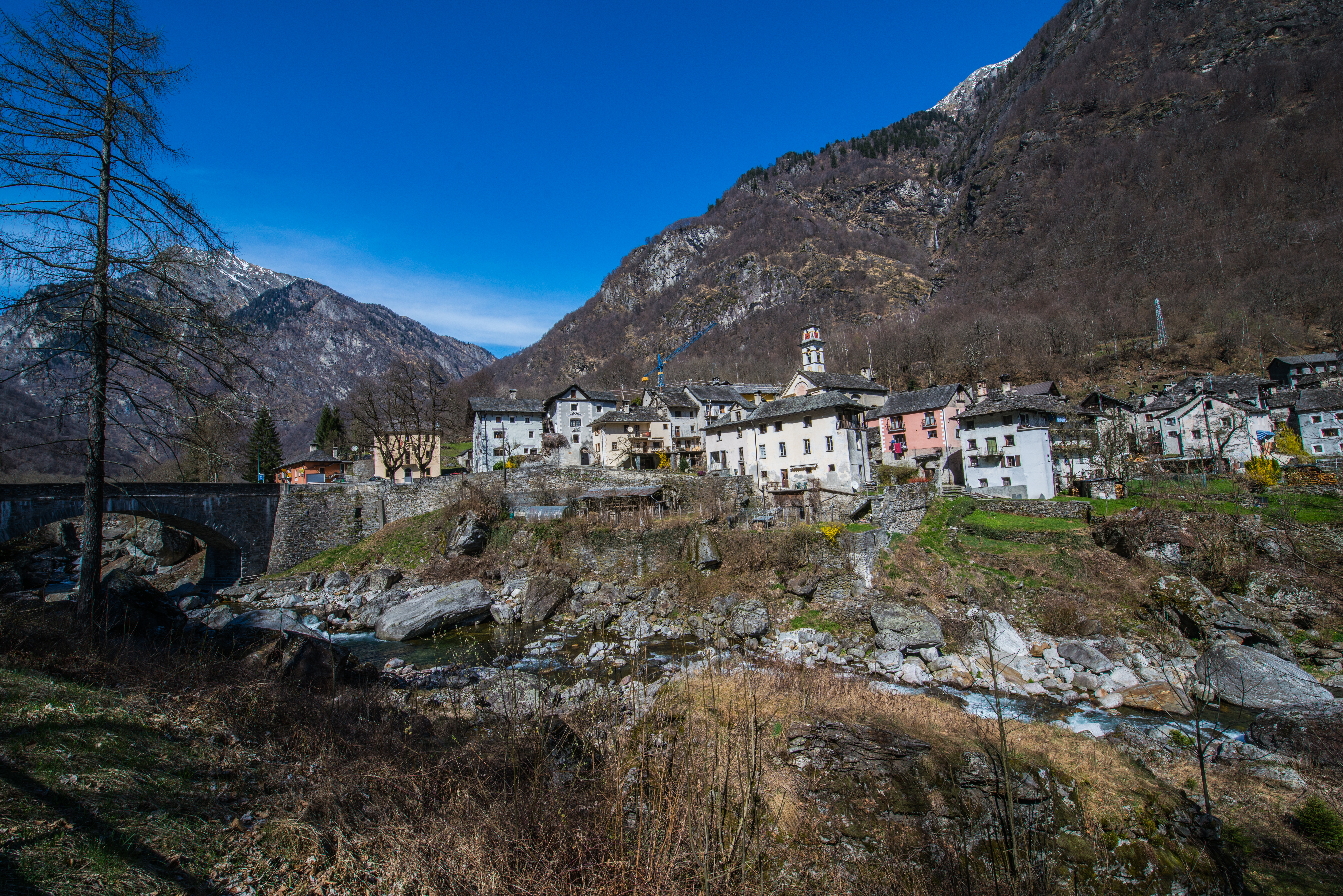
Sornico

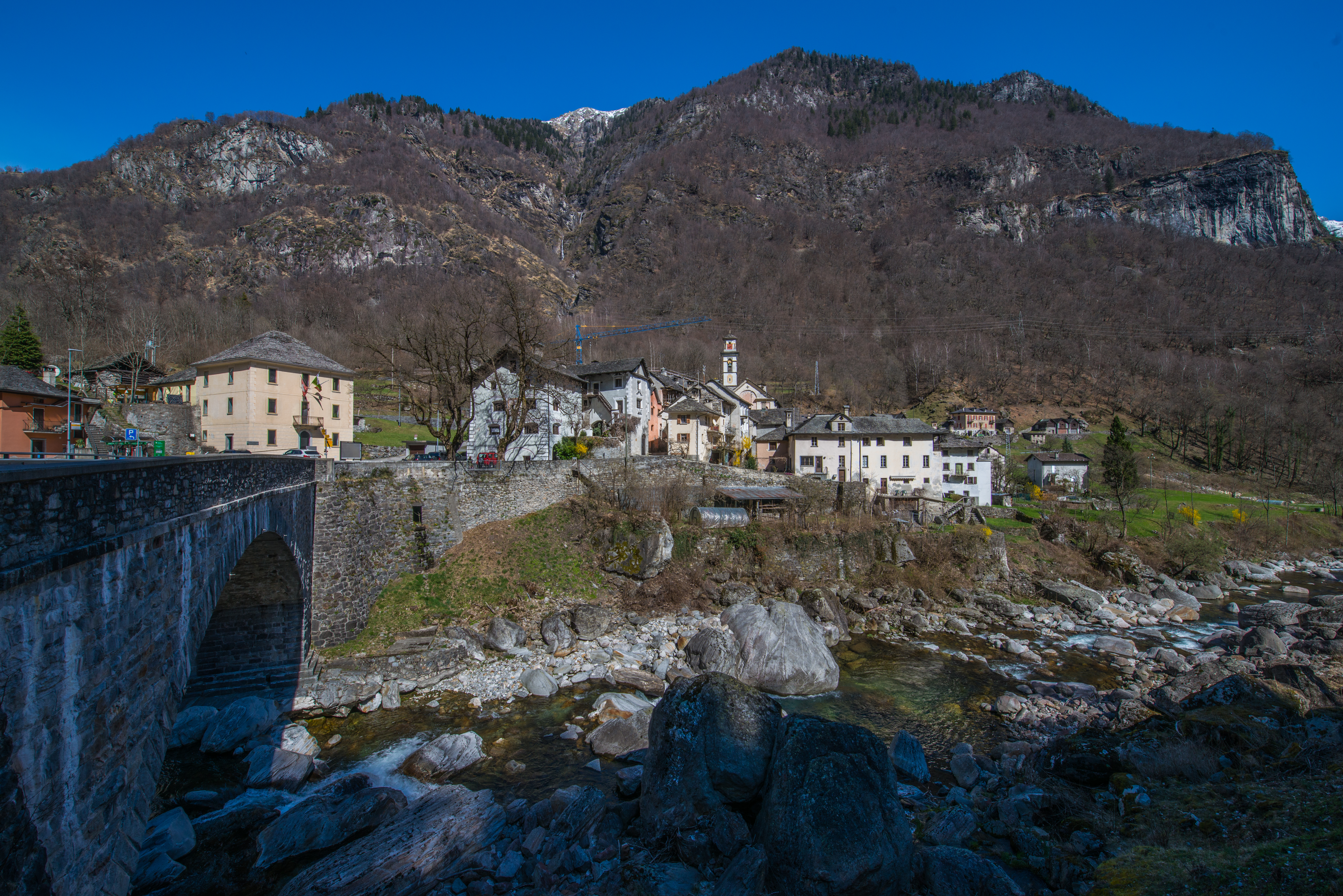
Sornico

Sornico bildet zusammen mit Prato (Vallemaggia) eine Fraktion der politischen Gemeinde Lavizzara im Schweizer Kanton Tessin.

## Geographie
Das Dorf liegt auf 754 m ü. M. im Val Lavizzara, am linken Ufer der Lavizzara und 8 km nördlich des Dorfs Bignasco.

## Geschichte
Eine erste Erwähnung findet das Dorf im Jahre 1374 unter dem damaligen Namen Sornico. Das Dorf gehörte zur vicinìa Lavizzara und war deren Hauptort. 1374 teilten die Dörfer Sornico, Prato (Vallemaggia), Broglio TI, Peccia und Fusio das gemeinsame Land; man kann daher auf dieses Jahr die Entstehung der heute noch bestehenden Ortsbürgergemeinde Sornico ansetzen.
Sornico schloss sich 1864 mit der Gemeinde Prato (Vallemaggia) zur Gemeinde Prato-Sornico zusammen.
Prato-Sornico wurde am 4. April 2004 mit den früheren Gemeinden Broglio, Brontallo, Fusio, Menzonio zur Gemeinde Lavizzara fusioniert. Sornico bildet aber nach wie vor eine eigenständige Bürgergemeinde.

## Bevölkerung
Einwohnerzahlen: Volkszählungsdaten

## Sehenswürdigkeiten
Das Dorfbild ist im Inventar der schützenswerten Ortsbilder der Schweiz (ISOS) als schützenswertes Ortsbild der Schweiz von nationaler Bedeutung eingestuft.
- Kirche San Martino, erwähnt 1372[6][7]
- Gemeinschaftshaus (1500)[6]
- Wohnhaus Moretti (17. Jahrhundert)[6]

## Persönlichkeiten
- Auf dem Gemeindegebiet wirkte im 18. Jahrhundert der römisch-katholische Geistliche und Bibliotheksgründer Giovanni Giulio Gerolamo Berna.
- Bernardo Pfiffer-Gagliardi (* 19. September 1810 (auch Phiffer, Pfyffer oder Gagliardi-Pfiffer) in Prato-Sornico; † 14. Februar 1867), Politiker[8]
- Giacomo Pfiffer-Gagliardi (20. März 1809 (auch Phiffer, Pfyffer oder Gagliardi-Pfiffer) in Prato-Sornico; † 31. Juli 1867 in Locarno), radikal-liberaler Politiker, Tessiner Grossrat, Staatsrat[9]